# Liste der Monuments historiques in Sochaux
Die Liste der Monuments historiques in Sochaux führt die Monuments historiques in der französischen Gemeinde Sochaux auf.

## Liste der Objekte
| Bezeichnung | Beschreibung                      | Standort                          | Kennzeichnung | Schutzstatus | Datum | Bild |
| ----------- | --------------------------------- | --------------------------------- | ------------- | ------------ | ----- | ---- |
| Kelch       | Zinn, versilbert, bezeichnet 1777 | in der lutherischen Kirche (Lage) | PM25001359    | Classé       | 1961  |      |